# 小崎利準

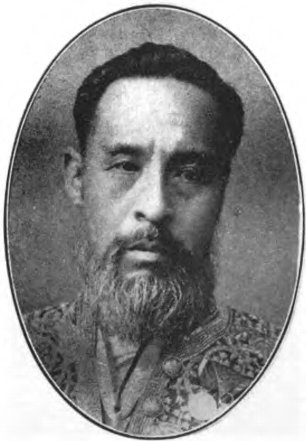
小崎利準

小崎 利準（こさき としなり / おざき りじゅん、1838年2月12日（天保9年1月18日）- 1923年（大正12年）1月31日）は、幕末の伊勢亀山藩士、明治期の内務官僚。官選岐阜県知事、錦鶏間祗候。旧名・公平。

## 経歴
伊勢国鈴鹿郡亀山江ヶ室（現三重県亀山市）で、亀山藩士の家に生まれ、藩校で学問を修めた。
慶応4年7月2日（1868年8月19日）笠松県判事に就任。明治2年9月25日（1869年10月29日）同少参事、明治3年4月5日（1870年5月5日）同大参事を経て、明治4年11月22日（1872年1月2日）笠松県が廃止され岐阜県権参事に就任。1873年12月28日、村田氏寿権令の転任に伴い参事に昇進し岐阜県庁の責任者となる。1875年7月19日、権令、1878年7月25日、県令に昇進。1886年7月19日、地方官官制改正に伴い岐阜県知事となる。
1879年、県会が開設されると、飛騨選出議員の山岳派と美濃選出議員の水場派の対立が激しくなった。山岳派は道路・橋梁費の増額を主張し、水場派は治水・堤防費の増額を主張した。1880年、地方税規則改正により堤防費が官費から地方税の支出に変更され、飛騨の地方税が美濃の治水費に支出されることに対して山岳派の不満が高まった。小崎は、飛騨側の請願総代の関係方面への陳情に便宜を図り、治水費と道路・橋梁費の均衡を保つなどの政策を行った。

## 板垣退助岐阜遭難事件
明治15年（1882年）4月6日、板垣退助が岐阜の神道布教所の前庭で、テロリストに刺される事件（板垣退助岐阜遭難事件）が発生した際は、国会開設活動に反対の立場から、板垣へ医師を派遣することを妨害した。しかし、明治天皇の勅使・西四辻公業がお見舞い金と医師を連れて参向あらせらる事を聞いて、態度を豹変。小崎自らが板垣を見舞うも、その豹変ぶりに呆れられ門前払いを喰らった。

## 西別院事件
1891年10月、濃尾地震により大きな被害がもたらされ、翌11月、臨時県会が開催された。その開会中の同月24日、震災救済同盟が岐阜西別院で小崎知事批判の集会を開き、その鎮圧のため警官隊が抜刀したことにより多数の負傷者が発生した（西別院事件）。

## 震災復旧工事疑獄事件
1892年の県会で県の被災者救助の支出に不正があったとして決算が不承認となり、1893年に震災復旧工事の疑獄事件が発生した。このため、1893年3月22日、知事を依願免本官となり退官した。

## 晩年
1894年、東京に移り国民協会に入会した。1897年12月28日、錦鶏間祗候を仰せ付けられる。1923年、旅行中の神戸で死去した。

## 親族
長女の滋子は佐藤三吉の妻。三女の英子は菅川清（横浜の貿易商菅川商会社長）の妻。四女の秀子は沢山精八郎長男・喜多路の妻。娘の仲子は長田秋濤の妻となった。文才に恵まれ、『文芸倶楽部』に小説が掲載されたほか、秋濤の『図南録』の口述代筆を行なった。

## 栄典・授章・授賞
位階
- 1886年（明治19年）10月28日 - 従四位[14]
- 1884年（明治17年）8月30日 - 正五位[15]
- 1890年（明治23年）11月1日 - 従三位[16]

勲章等
- 1885年（明治18年）4月7日 - 勲三等旭日中綬章[17]
- 1887年（明治20年）7月21日 - 銀製黄綬褒章[18]
- 1889年（明治22年）11月25日 - 大日本帝国憲法発布記念章[19]

## 逸話
1875年、東京神田の古書店で美濃派の俳書を見出したことをきっかけに、その復興に務めたことから、小崎の知事退任時に俳壇各社が送別の句会を開いている。